# Гриценко Роман Володимирович
Рома́н Володи́мирович Грице́нко (19 листопада 1980, Переяслав-Хмельницький, УРСР — 9 січня 2015, Щастя, Луганська область, Україна) — солдат Збройних Сил України, учасник російсько-української війни.

## Життєпис
Закінчив переяславську ЗОШ № 5, Переяслав-Хмельницьке міське ПТУ № 22, тракторист. Відслужив строкову службу в 2003—2004 роках в Дівичках. Після звільнення працював у магазині «Нова лінія» (Бориспіль).
Мобілізований 4 вересня 2014-го, телефоніст, 44-а окрема артилерійська бригада.
9 січня 2015-го загинув від пострілу снайпера поблизу міста Щастя.
Вдома лишилися мама, брат, дружина, двоє неповнолітніх дітей. Похований у Переяславі.

## Нагороди
За особисту мужність і героїзм, виявлені у захисті державного суверенітету та територіальної цілісності України, вірність військовій присязі під час російсько-української війни
- нагороджений орденом «За мужність» III ступеня (26.2.2015, посмертно).

## Вшанування пам'яті
- У Переяслав-Хмельницькій школі № 5 відкрито меморіальну дошку Роману Гриценку.
- Вшановується в меморіальному комплексі «Зала пам'яті», в щоденному ранковому церемоніалі 9 січня[1][2].